# تاشلي
تاشلي هي بلدة في مقاطعة كاسان في ولاية قشقداريا في أوزبكستان.